# Selšček
Selšček je naselje v Občini Cerknica.

## Prebivalstvo
Etnična sestava 1991:
- Slovenci: 119 (97,5 %)
- Hrvati: 1
- Makedonci: 1
- Neznano: 1